# Митра (одежда)
Митра (грч. Μίτρα; појас, шал којим се обавија глава, капа) симболично представља покривач за главу старозаветних свештеника, али и трнову круну коју је носио Христос. 
Митре су у раном хришћанству изгледале другачије. После пада Цариграда 1453. године, венац императора је прешао на главу васељенског патријарха, као врховног чувара православља. Тако су митру у облику круне примили из Цариграда остали патријарси и епископи широм православног света.
Митра означава не само архијерејско достојанство, него и покорност архијереја Јеванђељу Христовом. То је приказано тако што се на митру, као и на престоно Јеванђеље, стављају ликови Христа, Богородице и Јеванђелиста.